# Nihon Keizai Shimbun
Nihon Keizai Shimbun (jap. 日本経済新聞 Nihon Keizai Shinbun; Japońska Gazeta Gospodarcza) – japoński dziennik zajmujący się tematyką ekonomiczną, finansową, biznesową. Należy do Nikkei Inc., jednej z największych korporacji mediowych w Japonii, z główną siedzibą w Tokio.
Powszechnie używa się skróconej nazwy Nikkei (jap. 日経).
Główne wydawnictwa to:
- Nihon Keizai Shimbun[2] (wiadomości dot. polityki ekonomicznej we wszystkich dziedzinach, w kraju i za granicą)
- Nikkei Veritas[3] (od 2008, w miejsce Nikkei Kinyū Shimbun; finanse)
- Nikkei MJ[4] (marketing journal)
- Nikkei Sangyō Shimbun[5] (informacje biznesowe dot. m.in. przemysłu wytwórczego i usług).

Założona 2 grudnia 1876 jako Nihon Keizai Shimbun, jest czwartym pod względem wielkości nakładu dziennikiem w Japonii. Nakład jej porannego wydania wynosi ok. 3 055 941 egzemplarzy (w roku 2008), daje to jej pozycję światowego lidera wśród gazet finansowych.
W skład Nikkei Group wchodzi kilkadziesiąt firm w kraju i poza granicami o charakterze wydawniczym, publicystycznym, edukacyjnym, badawczym oraz realizujących programy TV. W Londynie znajduje się europejska redakcja tej gazety, można ją kupić w Wielkiej Brytanii, Niemczech, Szwajcarii, Austrii i w innych krajach. W Polsce można ją było kupić za pośrednictwem firmy Europress w dużych miastach.